# Emil Issler
Emil Issler (französisch Émile Issler; * 12. September 1872 in Horburg; † 1. September 1952) war ein elsässischer, deutscher, später französischer  Botaniker und Pionier der Pflanzensoziologie.
Sein botanisches Autorenkürzel lautet „Issler“.

## Leben
Der Sohn eines Landwirts  war zunächst Volksschullehrer in Münster und Straßburg und studierte später in Bonn und Berlin. Danach wurde er Mittelschullehrer in Colmar, wo er bis zu seiner Pensionierung im Schuldienst blieb.
Neben seinem Brotberuf war Issler Botaniker und einer der Begründer der Pflanzensoziologe im Gebiet des Oberrheins und der Vogesen. Zudem war er ein profunder Kenner der Vegetation des Elsass und der Vogesen. Exkursionen führten ihn nach Korsika, Rumänien und Italien. Issler war ein ausgezeichneter Florist, der sich unter anderem mit schwierigen Sippen wie den Gattungen Chenopodium, Pulmonaria oder Sorbus befasste. Er war Teilnehmer der Internationalen Botaniker-Kongresse in Paris 1900 und Amsterdam 1935.

## Ehrungen und Mitgliedschaften
- Dr. honoris causa Albert-Ludwigs-Universität Freiburg (1943)
- Ehrenmitglied im Badischen Landesverein für Naturkunde und Naturschutz e. V. Freiburg

## Schriften
- Der Pflanzenbestand der Wiesen und Weiden des hinteren Münster- und Kaysersbergertals – Versuch einer Beschreibung der Wiesen- u. Weidenflora der hohen Vogesen auf pflanzengeographischer Grundlage. Colmar: Strassburger Druckerei u. Verlagsanst., 1913. 174 S.
- Führer durch die Flora der Zentralvogesen – Eine Einführung in die Vegetationsverhältnisse der Hochvogesen. Leipzig: Engelmann, 1909, 64 S.
- Les associations végétales des Vosges méridionales et de la plaine rhénane avoisinante. Bd. 1 (1924) Bd. 2 (1929).
- Vegetationskunde der Vogesen. Jena: G. Fischer, 1942. 192 S.
- Ausführliches Schriftenverzeichnis in Mitt. Bad. Landesverein Neue Folgen 4 und 6 (s. Literatur)